# Landessozialgericht Sachsen-Anhalt
Das Landessozialgericht Sachsen-Anhalt ist ein Gericht der deutschen Sozialgerichtsbarkeit. Die erste Frau an der Spitze dieses Gerichts war Ute Winkler, die es von Ende 1996 bis August 2005 als Präsidentin leitete.

## Gerichtssitz und -bezirk

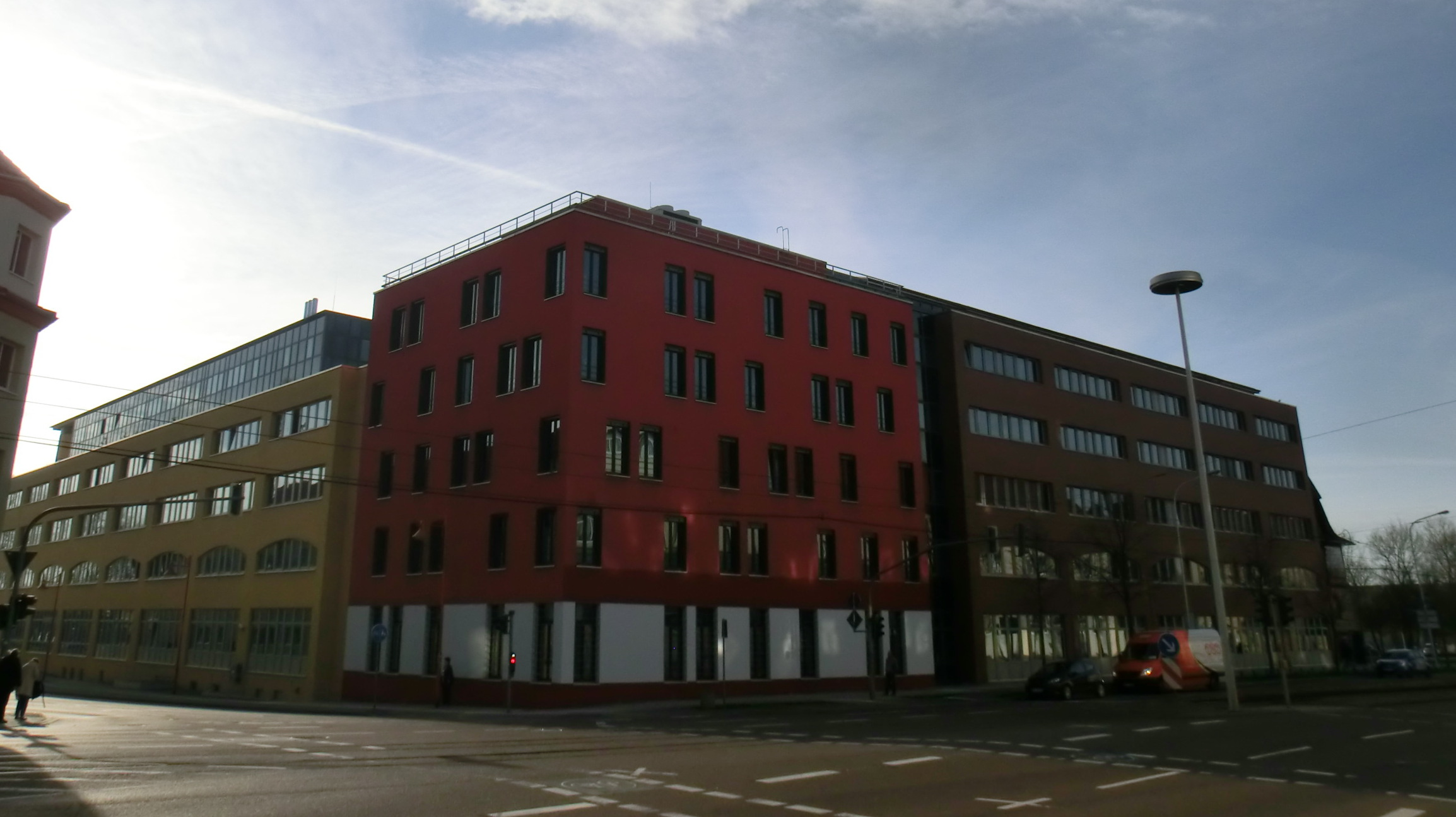
Justizzentrum Halle

Das Landessozialgericht hat seinen Sitz in Halle (Saale). Der Gerichtsbezirk entspricht dem Gebiet des Bundeslandes Sachsen-Anhalt.

## Gerichtsgebäude
Untergebracht ist das Gericht im Justizzentrum Halle in der Thüringer Straße 16 gemeinsam mit dem Landesarbeitsgericht Sachsen-Anhalt, dem Verwaltungsgericht Halle, dem Sozialgericht Halle, dem Arbeitsgericht Halle und dem Amtsgericht Halle-Saalkreis sowie der Staatsanwaltschaft Halle.

## Leitung
- Ab 4. Oktober 1993: Otto Behre, * 16. März 1939
- 1996–2005: Ute Winkler
- 2006–2014: Erhard Grell[1]
- 2015–2024: Michael Fock
- seit 20. Dezember 2024: Hartwig Kasten[2]

## Instanzenzug
Übergeordnetes Gericht des Landessozialgerichtes ist das Bundessozialgericht. Nachgeordnet sind die drei Sozialgerichte des Landes Sachsen-Anhalt in Dessau-Roßlau, Halle (Saale) und Magdeburg. Das frühere Sozialgericht Stendal wurde durch § 4 des Gesetzes zur Neugliederung der Gerichtsstrukturen vom 14. Februar 2008 mit Ablauf des 31. Oktober 2010 aufgehoben. Der Bezirk des aufgelösten Gerichts wurde dem Bezirk des Sozialgerichts Magdeburg zugelegt.